# Скобелківська сільська рада
Скобе́лківська сільська́ ра́да — адміністративно-територіальна одиниця та орган місцевого самоврядування в Горохівському районі Волинської області. Адміністративний центр — село Скобелка.

## Загальні відомості
- Територія ради: 42,19 км²
- Населення ради: 2318 осіб (станом на 2001 рік). Кількість дворів — 728.
- Територією ради протікає річка Липа

## Населені пункти
Сільраді підпорядковані населені пункти:
- с. Скобелка
- с. Бистровиця
- с. Марковичі

## Населення
Згідно з переписом УРСР 1989 року чисельність наявного населення сільської ради становила 2203 особи, з яких 1035 чоловіків та 1168 жінок.
За переписом населення України 2001 року в сільській раді мешкало 2287 осіб.

### Мова
Розподіл населення за рідною мовою за даними перепису 2001 року:
| Мова       | Відсоток |
| ---------- | -------- |
| українська | 99,09 %  |
| російська  | 0,65 %   |
| вірменська | 0,09 %   |

## Господарська діяльність
В Скобелківській сільській раді працює 3 школи: 2 початкових і 1 неповна середня, будинок культури, бібліотека, 1 сільський клуб, 1 дитячий садок, 3 медичні заклади, аптека, 1 відділення зв'язку, 3 АТС на 403 номери, 8 торговельних закладів. Наявне проводове радіомовлення.
На території ради розташована Свято-Миколаївська церква (с. Скобелка).
По території ради проходять Н17, Т 0311, О030209.

## Склад ради
Рада складається з 14 депутатів та голови.
- Голова ради: Цуцман Михайло Степанович
- Секретар ради: Гайдук Іванна Юріївна

### Керівний склад попередніх скликань
| Прізвище, ім'я, по батькові | Основні відомості                                                                                               | Дата обрання | Дата звільнення |
| --------------------------- | --- | ------------ | --------------- |
| Гончарук Софія Анастасівна  | Сільський голова, 1955 року народження, член Народної партії                                                    | 26.03.2006   | 31.10.2010      |
| Цуцман Михайло Степанович   | Сільський голова, 1956 року народження, освіта вища, безпартійний                                               | 31.10.2010   | 25.10.2015      |
| Цуцман Михайло Степанович   | Сільський голова, 1956 року народження, освіта вища, член політичної партії Блок Петра Порошенка «Солідарність» | 25.10.2015   |                 |

Примітка: таблиця складена за даними сайту Верховної Ради України та ЦВК

### Депутати VII скликання
За результатами місцевих виборів 2015 року депутатами ради стали:

#### За суб'єктами висування
| Суб'єкт висування                                       | Кількість обраних депутатів | %     |
| ------------------------------------------------------- | --------------------------- | ----- |
| Самовисування                                           | 12                          | 85.71 |
| Аграрна партія України                                  | 1                           | 7.14  |
| Політична партія Всеукраїнське об'єднання «Батьківщина» | 1                           | 7.14  |

#### За округами
| № округу | Прізвище, ім'я, по батькові       | Ким висунуто                                            | Дата нар.  | Освіта              | Партійна приналежність                                        | Відомості                                      |
| -------- | --------------------------------- | ------------------------------------------------------- | ---------- | ------------------- | ------------------------------------------------------------- | ---------------------------------------------- |
| 1        | Гайдук Іванна Юріївна             | Самовисування                                           | 28.11.1982 | вища                | безпартійна                                                   | Скобелківська сільська рада, секретар          |
| 2        | Бродзяк Марія Василівна           | Самовисування                                           | 24.05.1962 | вища                | безпартійна                                                   | Горохівський коледж ЛНАУ, головний бухгалтер   |
| 3        | Солтис Антоніна Семенівна         | Самовисування                                           | 21.04.1989 | професійно-технічна | безпартійна                                                   | ТОВ «Кромберг енд Шуберт Україна», працівник   |
| 4        | Вербицький Володимир Миколайович  | Самовисування                                           | 20.02.1970 | професійно-технічна | безпартійний                                                  | Не працює                                      |
| 5        | Зозуля Роман Олександрович        | Самовисування                                           | 23.06.1975 | професійно-технічна | безпартійний                                                  | ТЗОВ «Білосток», директор                      |
| 6        | Хростюк Ірина Петрівна            | Аграрна партія України                                  | 10.10.1973 | вища                | член Аграрної партії України                                  | Будинок культури с. Скобелка, директор         |
| 7        | Карпук Степан Миколайович         | Самовисування                                           | 08.01.1984 | вища                | безпартійний                                                  | ПАТ «Волиньобленерго», інспектор енергонагляду |
| 8        | Родзінська Інна Миколаївна        | Самовисування                                           | 04.05.1970 | вища                | безпартійна                                                   | Скобелецька ЗОШ І-ІІІ ст., вчитель             |
| 9        | Яцюра Руслан Вадимович            | Самовисування                                           | 09.10.1970 | вища                | безпартійний                                                  | ТЗОВ «Птахокомплекс Губин», ветеринар          |
| 10       | Антонюк Іванна Вікторівна         | Самовисування                                           | 22.06.1984 | вища                | безпартійна                                                   | Скобелківська сільська рада, спеціаліст        |
| 11       | Куліш Юрій Богданович             | Самовисування                                           | 27.04.1973 | загальна середня    | безпартійний                                                  | Не працює                                      |
| 12       | Харлінський Михайло Володимирович | Самовисування                                           | 20.11.1973 | професійно-технічна | безпартійний                                                  | Не працює                                      |
| 13       | Шумчук Роман Віталійович          | політична партія Всеукраїнське об'єднання «Батьківщина» | 16.02.1994 | професійно-технічна | член політичної партії Всеукраїнське об'єднання «Батьківщина» | Не працює                                      |
| 14       | Шумчук Руслана Станіславівна      | Самовисування                                           | 20.05.1967 | професійно-технічна | безпартійна                                                   | ВПЗ Скобелка ЦП, начальник                     |